# 팔개
팔개(八愷)란 고양씨(高陽氏)의 자손으로 재덕을 갖춘 여덟 명을 말하는 것으로 당(唐)의 학자인 공영달(孔潁達)에 따르면 제(齊), 성(聖), 광(廣), 연(淵), 명(明), 윤(允), 독(篤), 성(誠)을 뜻한다.

## 같이 보기
| - 팔원(八元) - 사악(四岳) - 십란(十亂) - 구관(九官) - 오신(五臣) \| \| 이 글은 중국에 관한 토막글입니다. 여러분의 지식으로 알차게 문서를 완성해 갑시다. \| |                                                                                  |
| | 이 글은 중국에 관한 토막글입니다. 여러분의 지식으로 알차게 문서를 완성해 갑시다. |